# Jan Mulder (voetballer, 1961)
Jan Mulder (Rotterdam, 10 februari 1961) is een Nederlands voormalig voetballer die als linksback speelde.
Mulder speelde in de jeugd bij Feyenoord en begon zijn loopbaan bij Telstar. Hij brak door bij SVV in de Eerste divisie en ging daarna naar FC Volendam in de Eredivisie. In het seizoen 1989/90 speelde hij voor Feyenoord waarna hij terugkeerde bij SVV waar hij de fusie tot SVV/Dordrecht'90 meemaakte. Hij sloot in 1993 zijn loopbaan af bij Telstar. Hierna speelde hij nog bij de amateurs van VV Veenhuizen. In 1999 werd hij tot zeven jaar cel veroordeeld nadat hij een vriend had doodgeschopt. In 2013 werd hij genoemd als mogelijke spil in een omkoopschandaal in het seizoen 1992/93 van Telstar.